# Sfigmomanometr

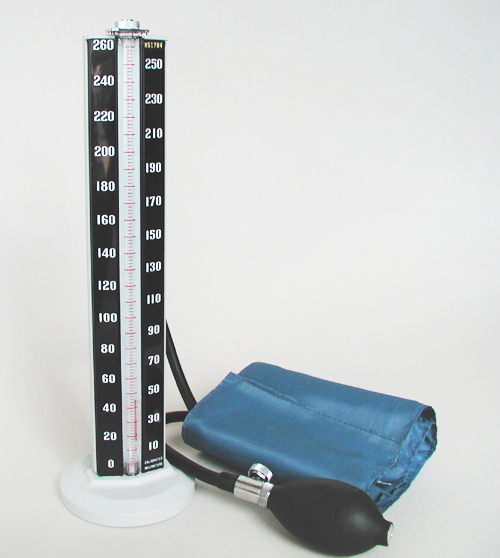
Klasyczny sfigmomanometr rtęciowy

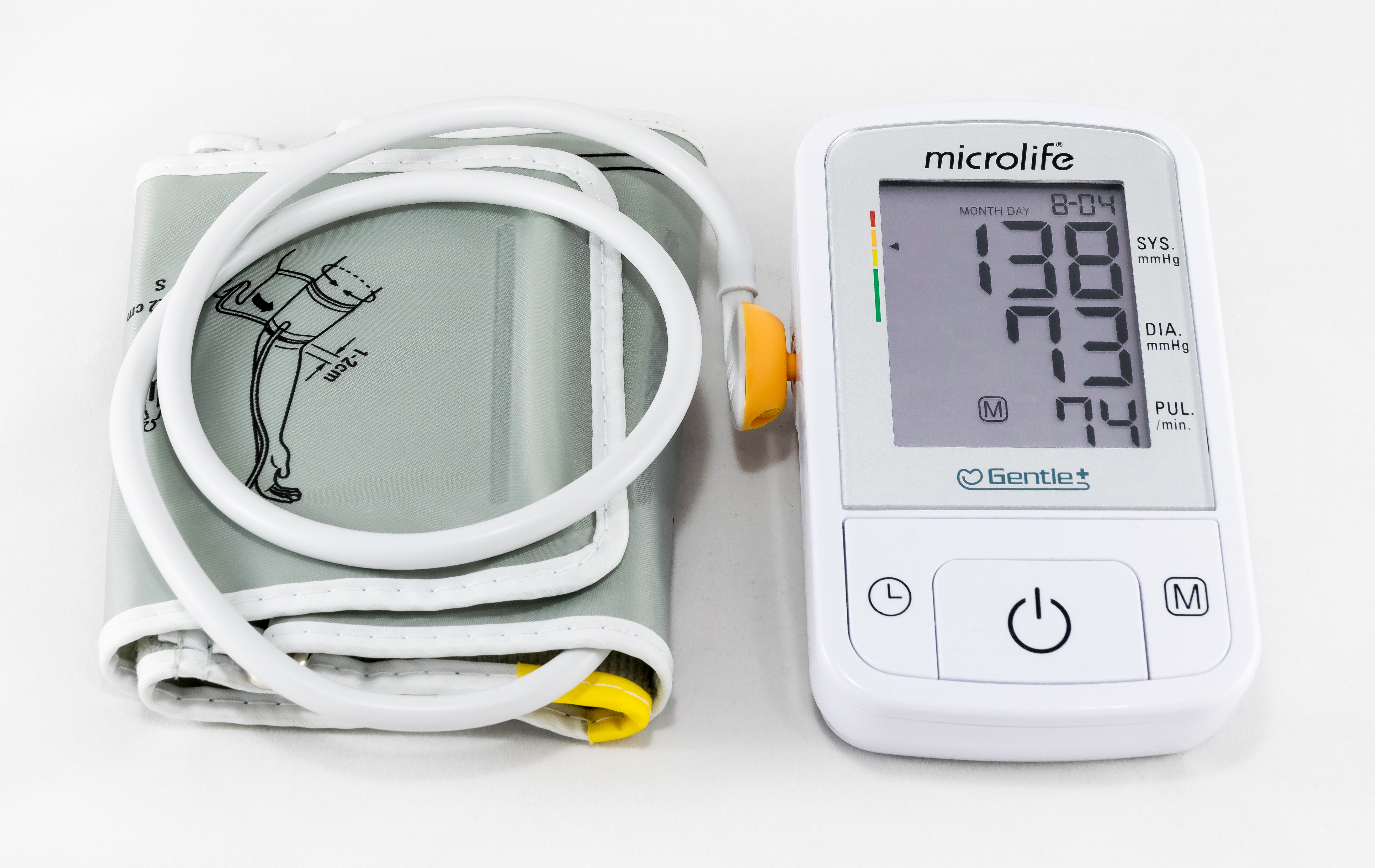
Współczesny naramienny sfigmomanometr elektroniczny

Sfigmomanometr – aparat do pośredniego pomiaru ciśnienia tętniczego krwi wynaleziony przez Riva-Rocciego, składający się z manometru (rtęciowego, sprężynowego lub elektronicznego), pompki tłoczącej powietrze, mankietu z komorą powietrzną i zaworka do kontrolowanego wypuszczania powietrza z mankietu. Do pomiaru ciśnienia tętniczego metodą Korotkowa niezbędny jest również stetoskop, który umożliwia usłyszenie tętna w naczyniach krwionośnych.
Sfigmomanometr elektroniczny, zakładany na nadgarstek lub na ramię, posiada moduł elektroniczny z wyświetlaczem i przyciskami sterującymi oraz opaskę, zapinaną zwykle na rzep. Nie ma wyodrębnionych powyżej elementów. Pomiar odbywa się całkowicie samoczynnie. Pompowaniem powietrza, jak i jego wypuszczaniem, sterują układy elektroniczne. Wyniki pomiaru, zwłaszcza przyrządu nadgarstkowego, obarczone są zwykle znacznym błędem, ale w codziennym, domowym użytkowaniu, gdzie liczy się przede wszystkim łatwa obsługa, nie ma to dużego znaczenia.
Najdokładniejszy pomiar uzyskuje się aparatem z manometrem rtęciowym. Tego typu urządzenia są wycofywane z użytku ze względów bezpieczeństwa z uwagi na toksyczność oparów rtęci w przypadku uszkodzenia.